# Mastax subornatella
Mastax subornatella é uma espécie de carabídeo da tribo Brachinini, com distribuição na África do Sul, Angola, Namíbia e Zâmbia.